# برايان ماكدونالد (مصمم رقص)
برايان ماكدونالد (بالإنجليزية: Brian Macdonald)‏ هو راقص باليه ومخرج كندي، ولد في 14 مايو 1928 في مونتريال في كندا، وتوفي في 29 نوفمبر 2014 في ستراتفورد في كندا.

## وصلات خارجية
- برايان ماكدونالد على موقع IMDb (الإنجليزية)
- برايان ماكدونالد على موقع قاعدة بيانات برودواي على الإنترنت (الإنجليزية)
- برايان ماكدونالد على موقع قاعدة بيانات الفيلم (الإنجليزية)